# Митрополит чеських земель і Словаччини
Архієпископ Празький (або Пряшівський), митрополит Православної церкви в чеських землях та в Словаччині - офіційний титул предстоятеля Православної церкви в чеських землях і в Словаччині, однієї з наймолодших православних автокефальних Церков.

## Історія
Історія моравсько-чеського православ'я сходить до 9 століття, хоча благословення на автокефалію отримано аж у 20 столітті. Благословення надала Російська православна церква у 1951 році сьогодні вже неіснуючій Православній церкві в Чехословаччині (чесь. Pravoslavná církev v Československu). У диптиху Церков Православна церква в Чехословаччині стоїть на чотирнадцятому місці перед Православною церквою України та після Польської православної церкви. 27 серпня в 1998 році автокефальність нової Церкви (Православна церква чеських земель та Словаччини) підтвердила константинопольська церква (Константинопольський патріархат).

## Особливості
Згідно зі Статутом нової Православної церкви в чеських землях і в Словаччині юрисдикція Церкви поширюється на дві незалежні держави: Чехію і Словаччину, а її предстоятелем може бути вибраний як Архієпископ празький (головна кафедра Чехії), так і Архієпископ пряшівський (головна кафедра Словаччини). У зв'язку з цим загальний титул предстоятеля Православної церкви в чеських землях і в Словаччині звучить як Архієпископ празький, митрополит чеських земель та Словаччини або Архієпископ пряшівський, митрополит чеських земель та Словаччини, у залежності від того, хто був обраний предстоятелем: Архієпископ празький чи Архієпископ пряшівський.

## Список митрополитів
1. Єлевферій (Веніамін Воронцов) (8 грудня 1951 — 28 листопада 1955)
2. Іоан (Михайло Кухтін) (17 травня 1956 — 1964)
3. Дорофей (Дмитро Филип) (25 жовтня 1964 — 30 грудня 1999)
4. Миколай (Мікулаш Коцвар) (2000 — 30 січня 2006)
5. Христофор (Радім Пулец) (28 травня 2006 - 12 квітня 2013)
6. Ростислав (Ондрей Ґонт) (11 січня 2014 — )